# Lijst van personen overleden in juli 2012
Dit is een lijst van bekende personen die zijn overleden in juli 2012.

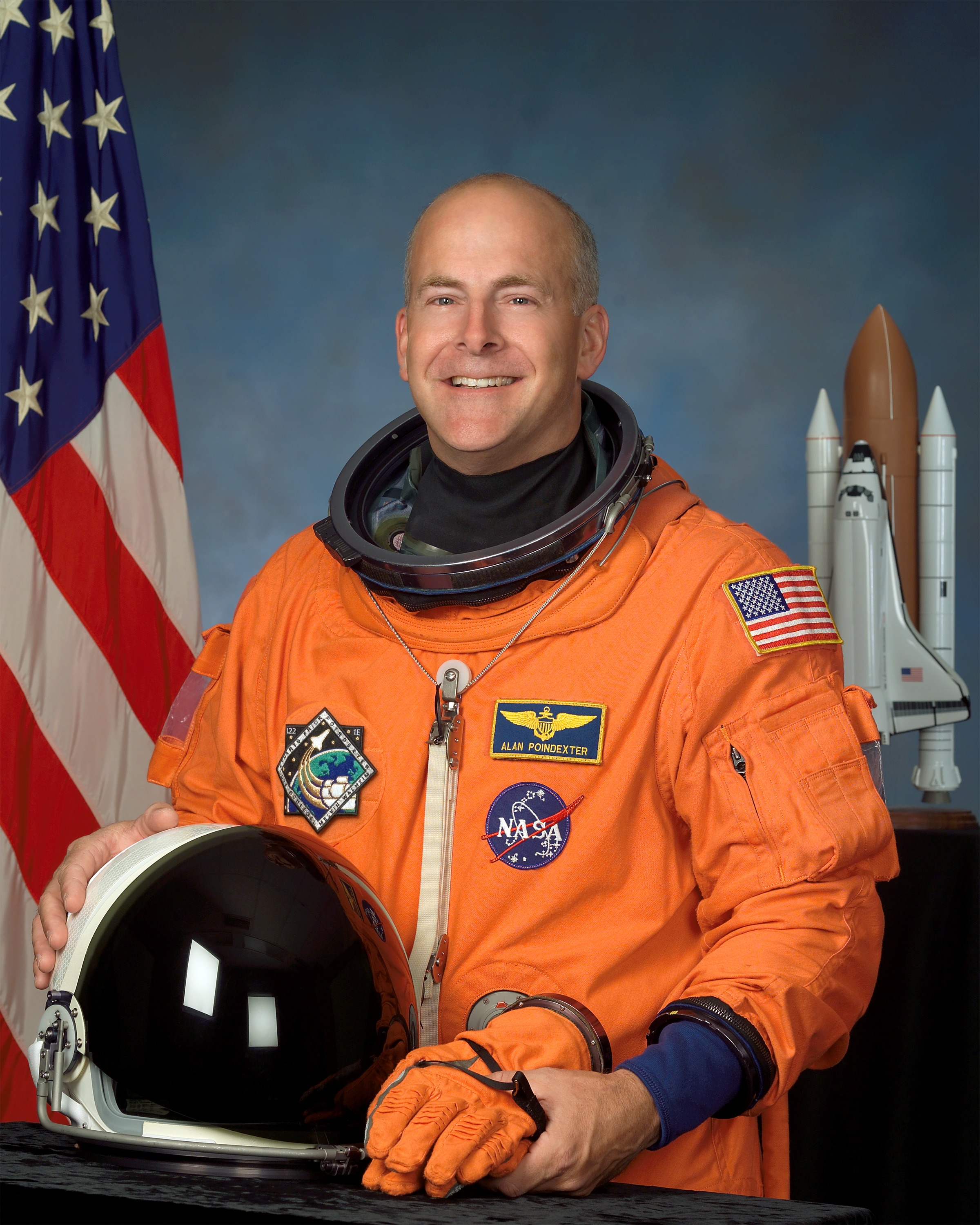
Alan Poindexter
1 juli

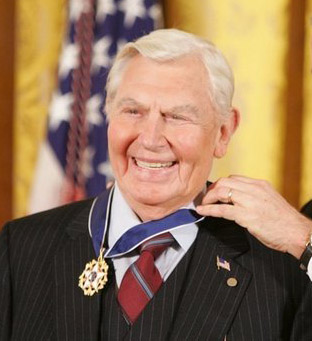
Andy Griffith
3 juli

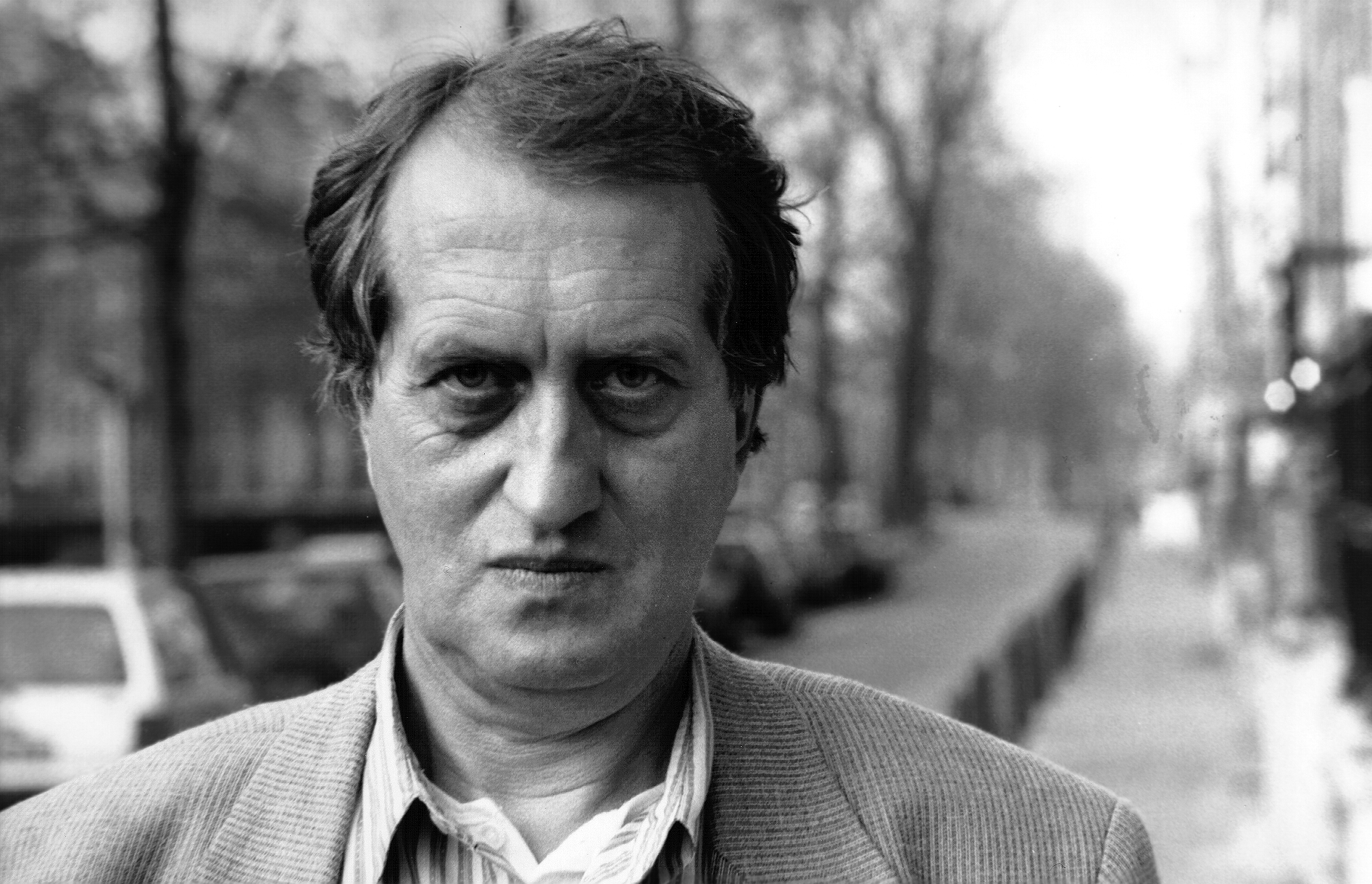
Gerrit Komrij
5 juli

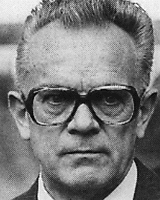
Leon Schlumpf
7 juli

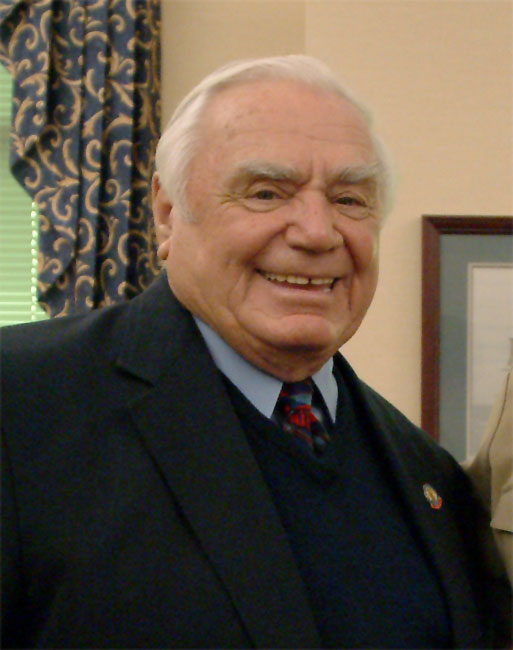
Ernest Borgnine
8 juli

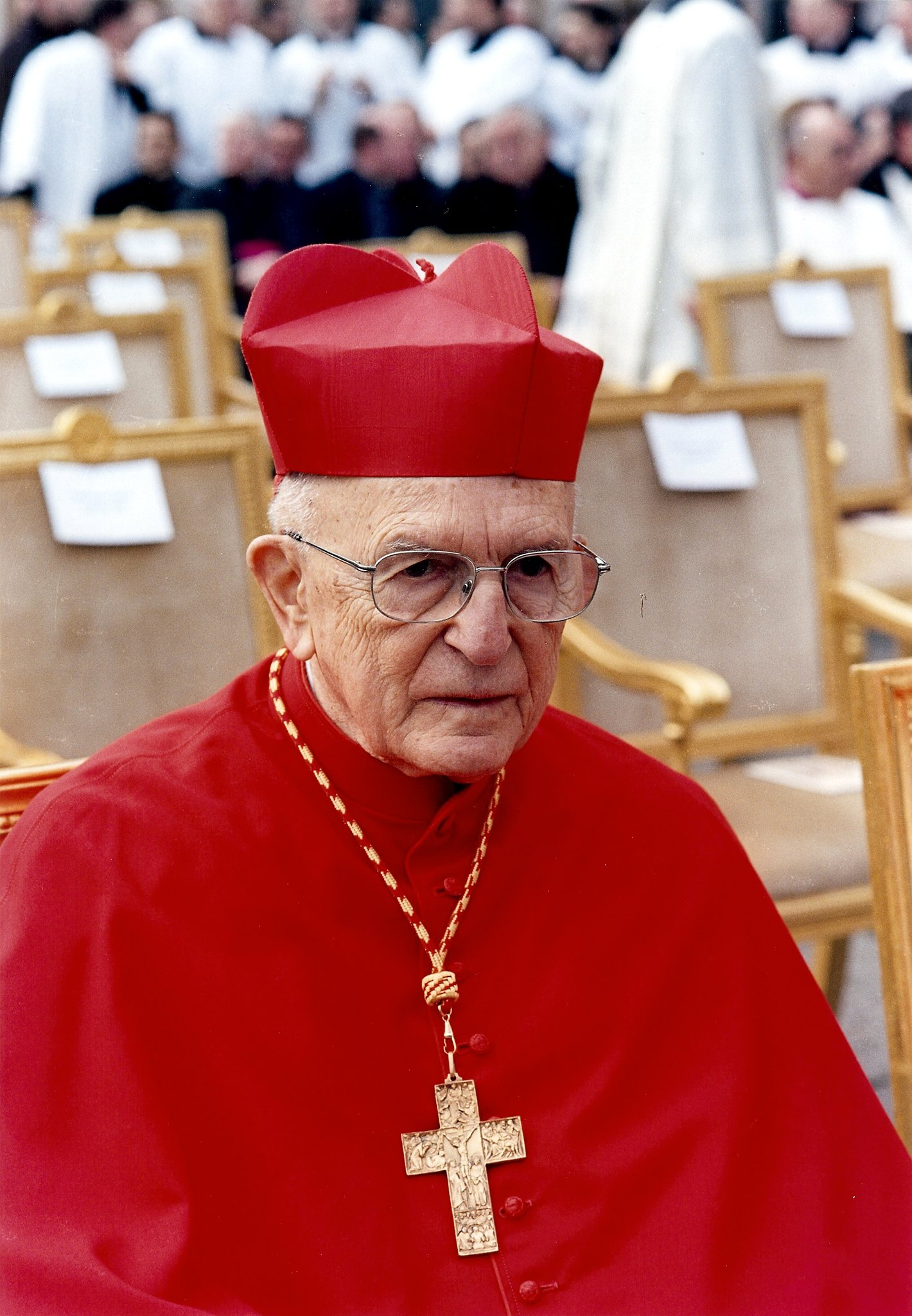
Eugênio de Araújo Sales
9 juli

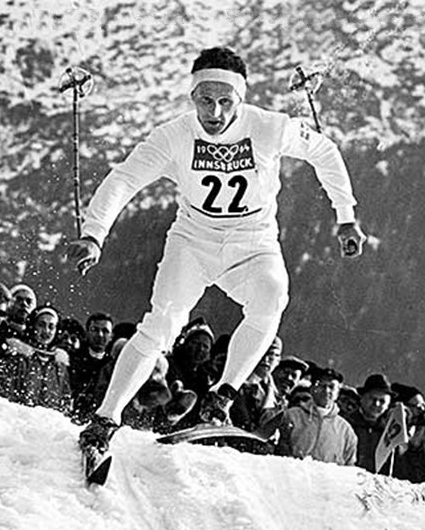
Sixten Jernberg
14 juli

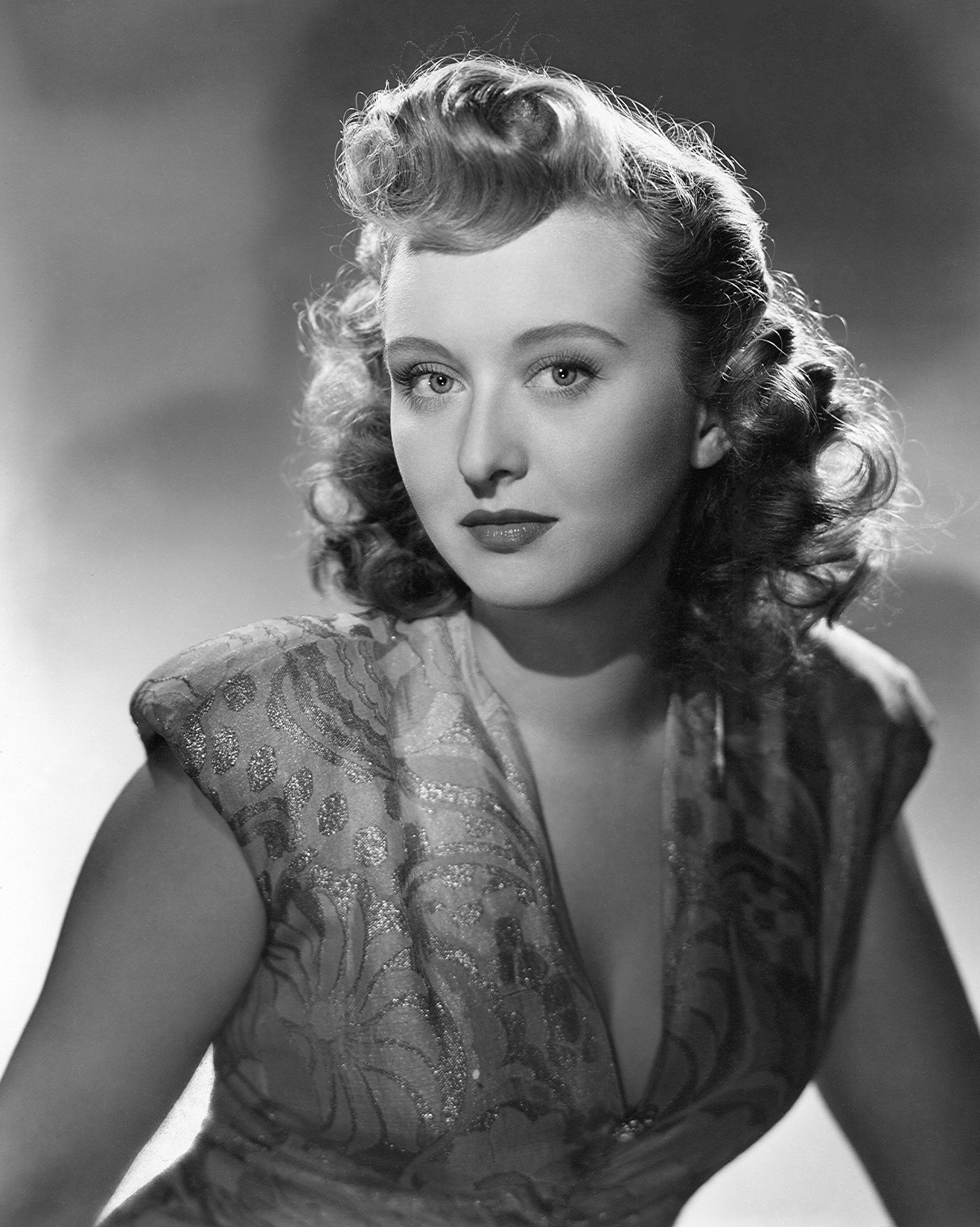
Celeste Holm
15 juli

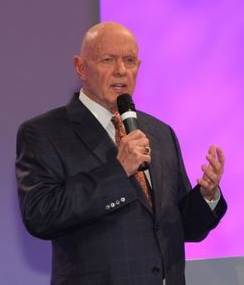
Stephen Covey
16 juli

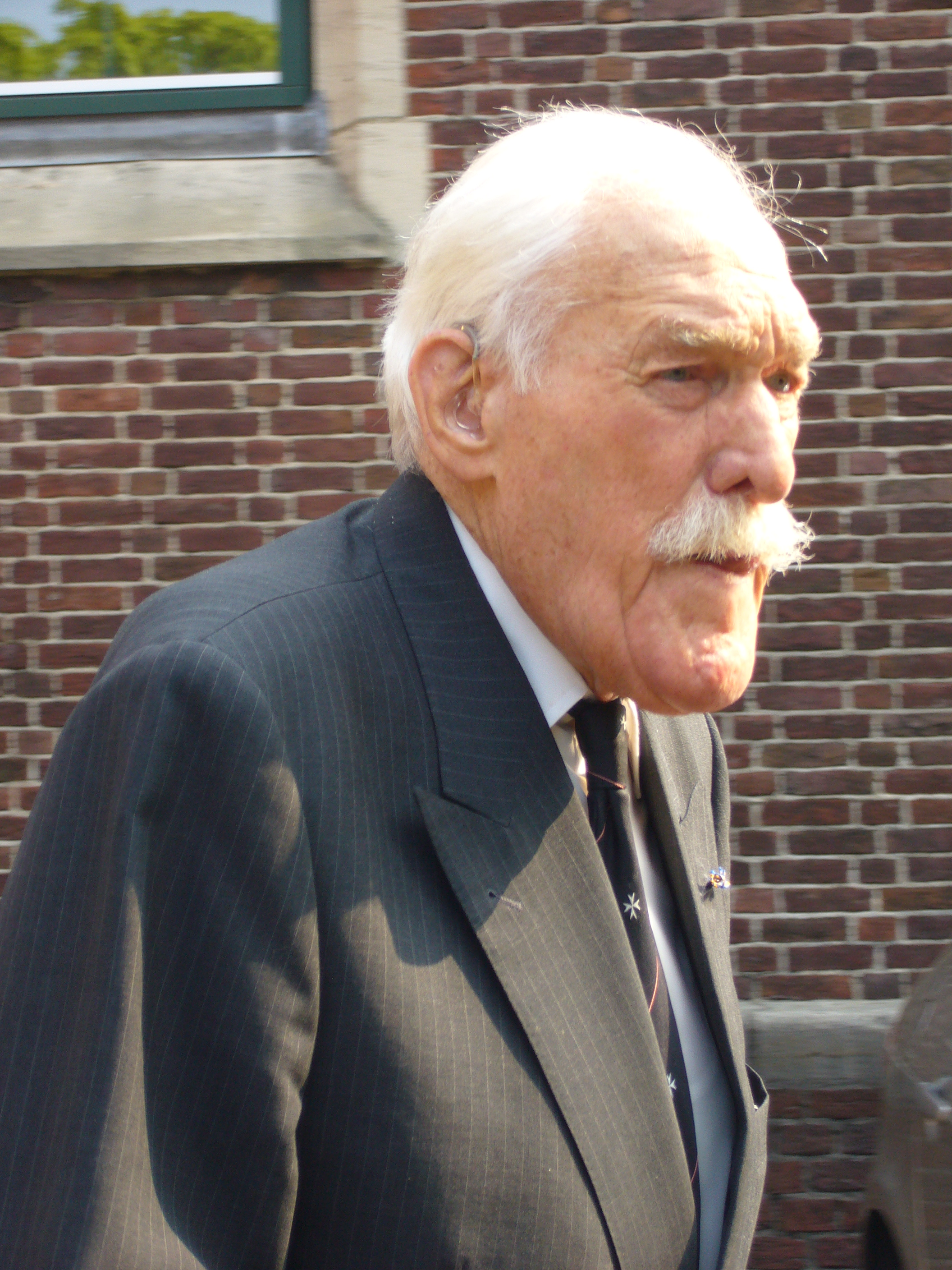
Marien de Jonge
16 juli

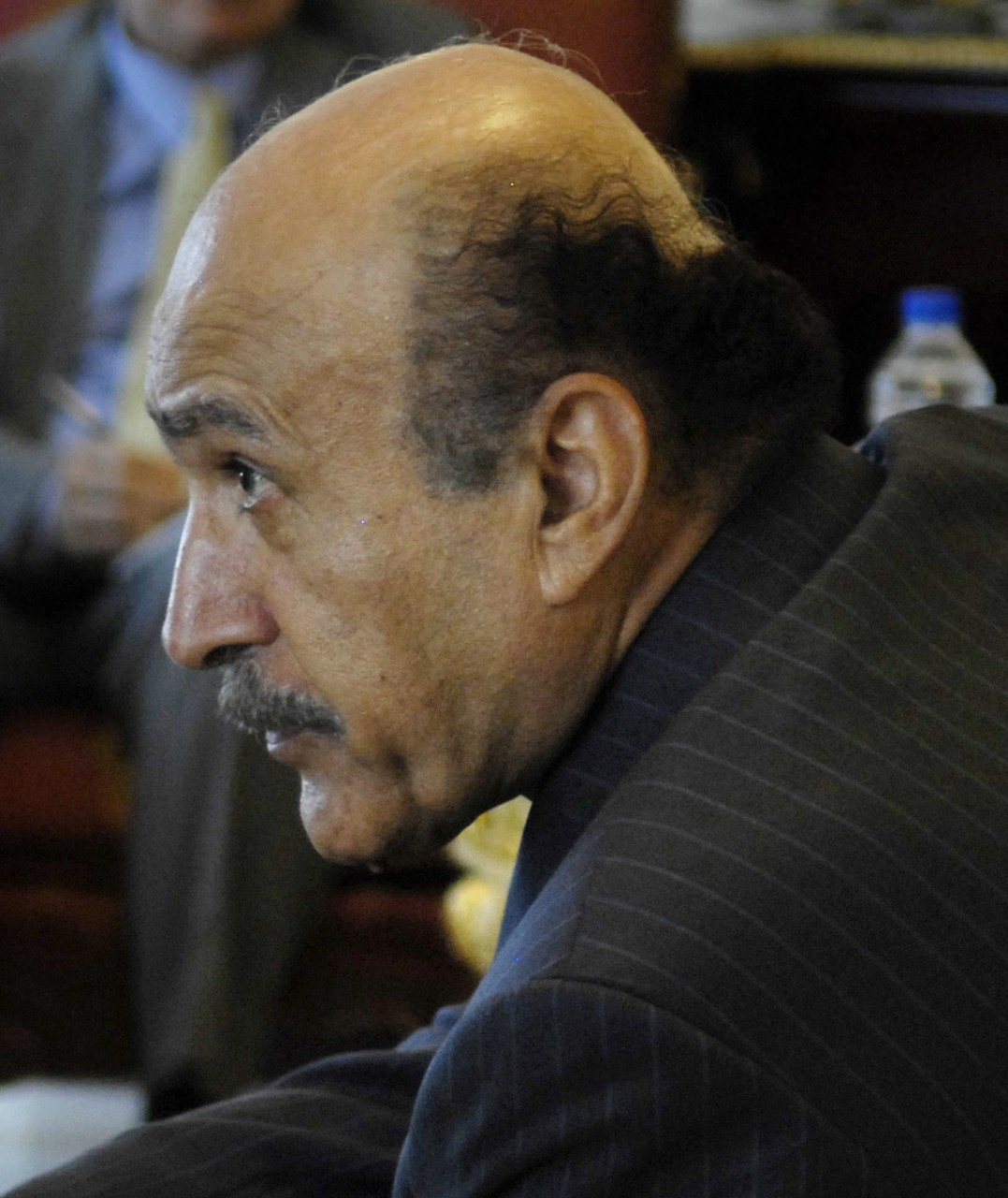
Omar Suleiman
19 juli

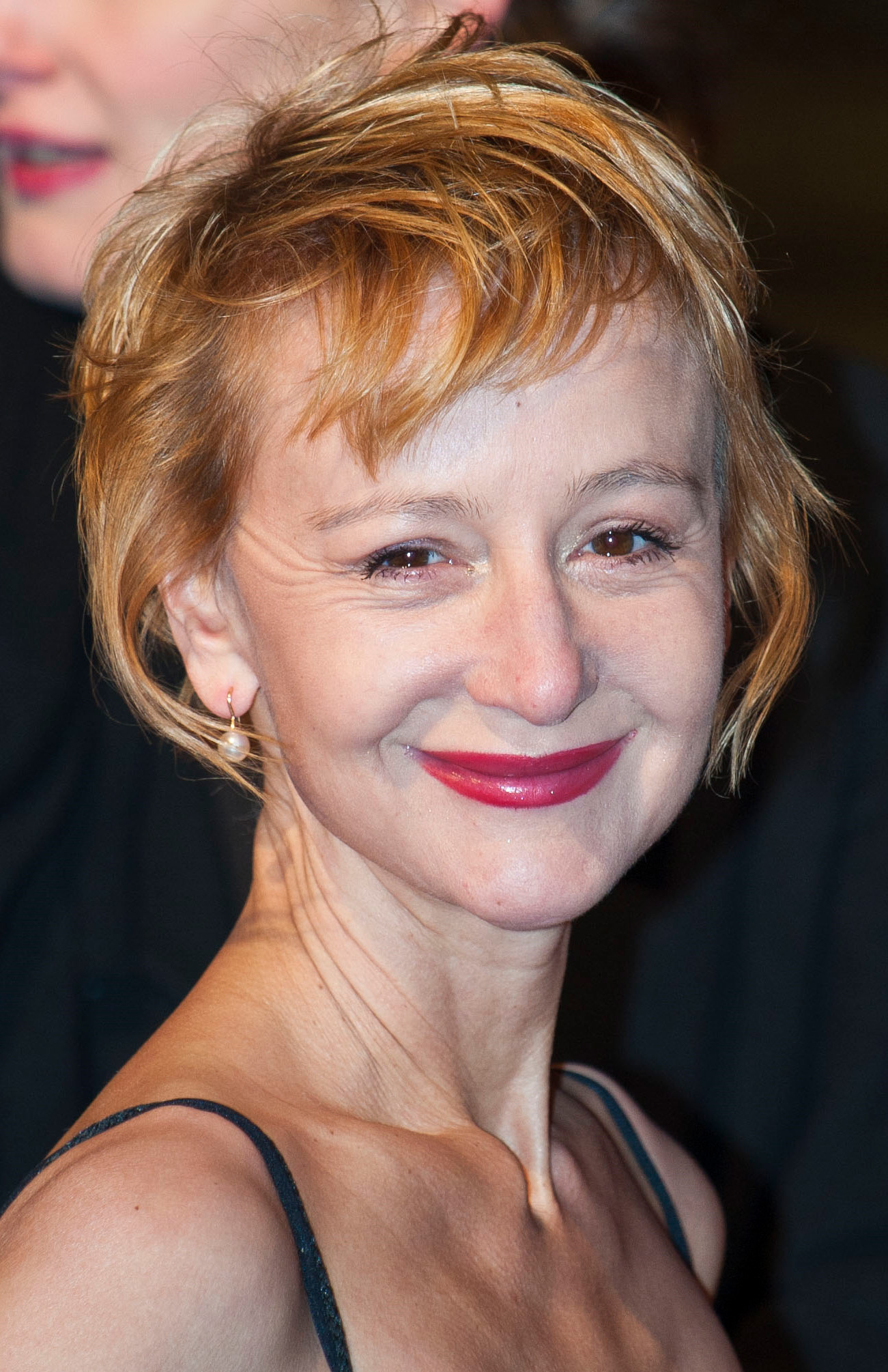
Susanne Lothar
21 juli

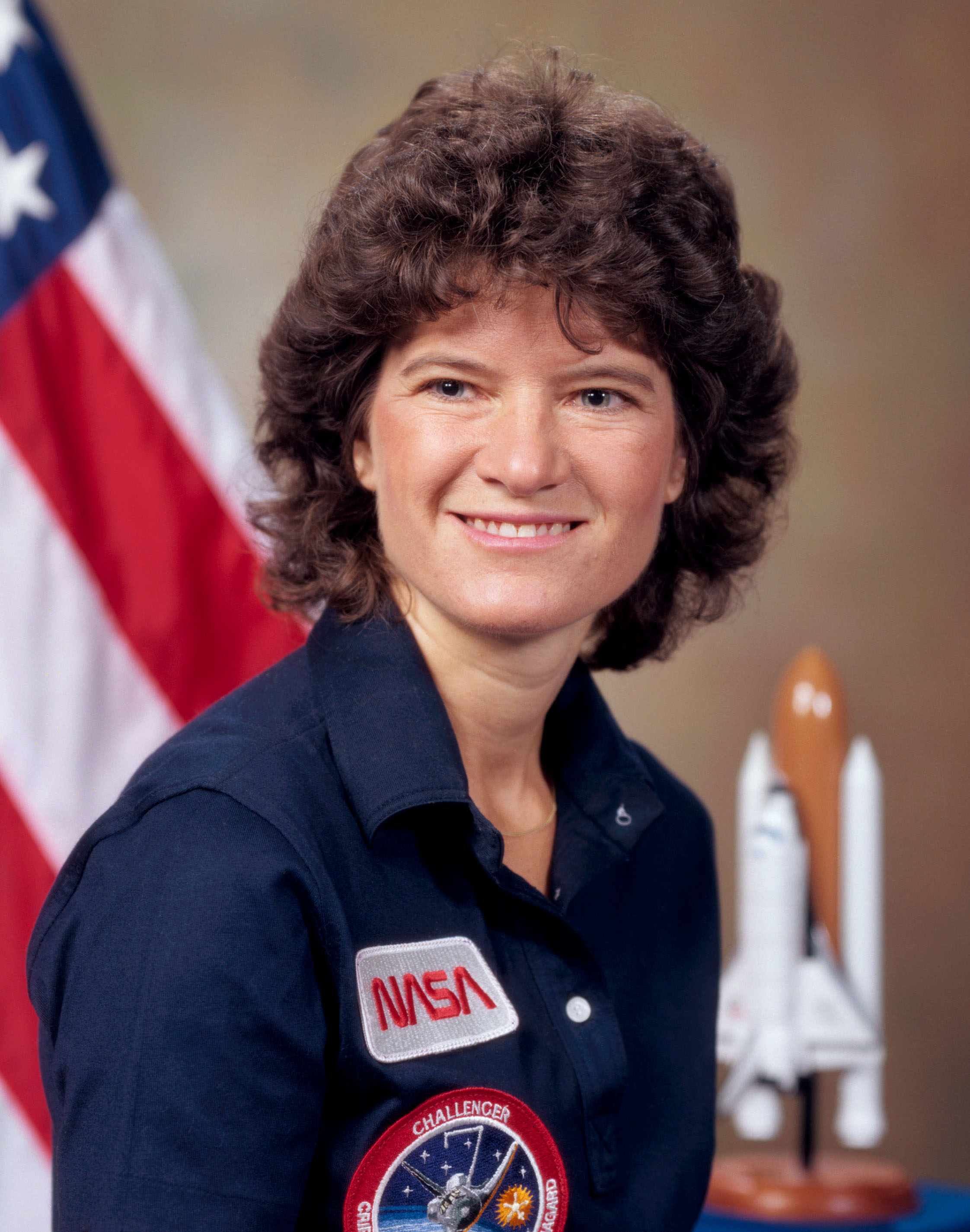
Sally Ride
23 juli

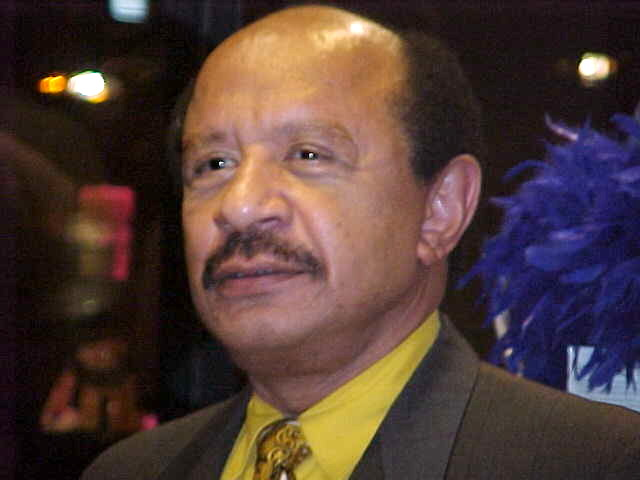
Sherman Hemsley
24 juli

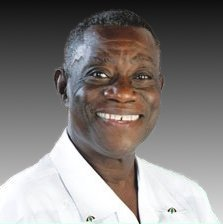
John Atta Mills
24 juli

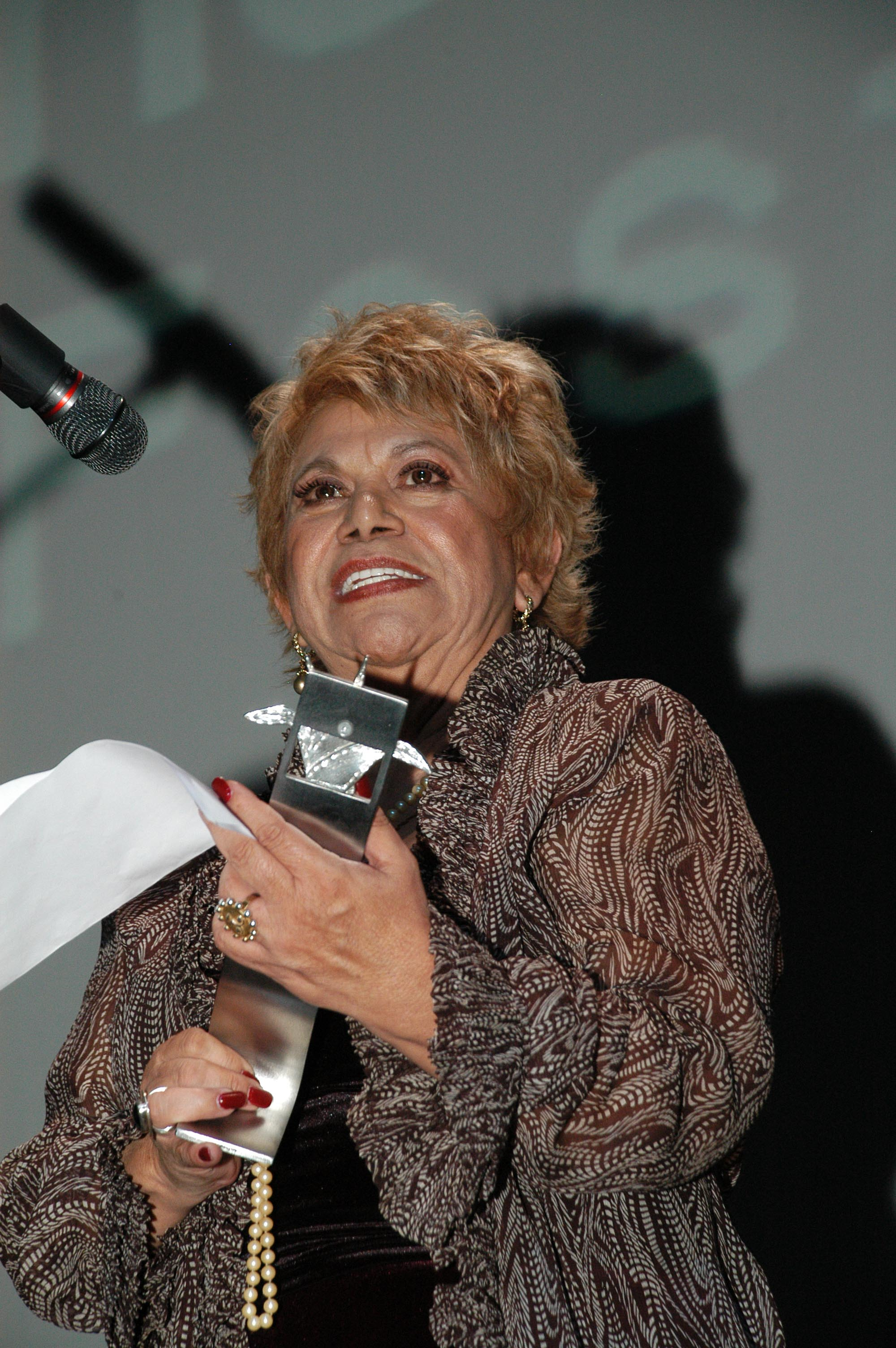
Lupe Ontiveros
26 juli

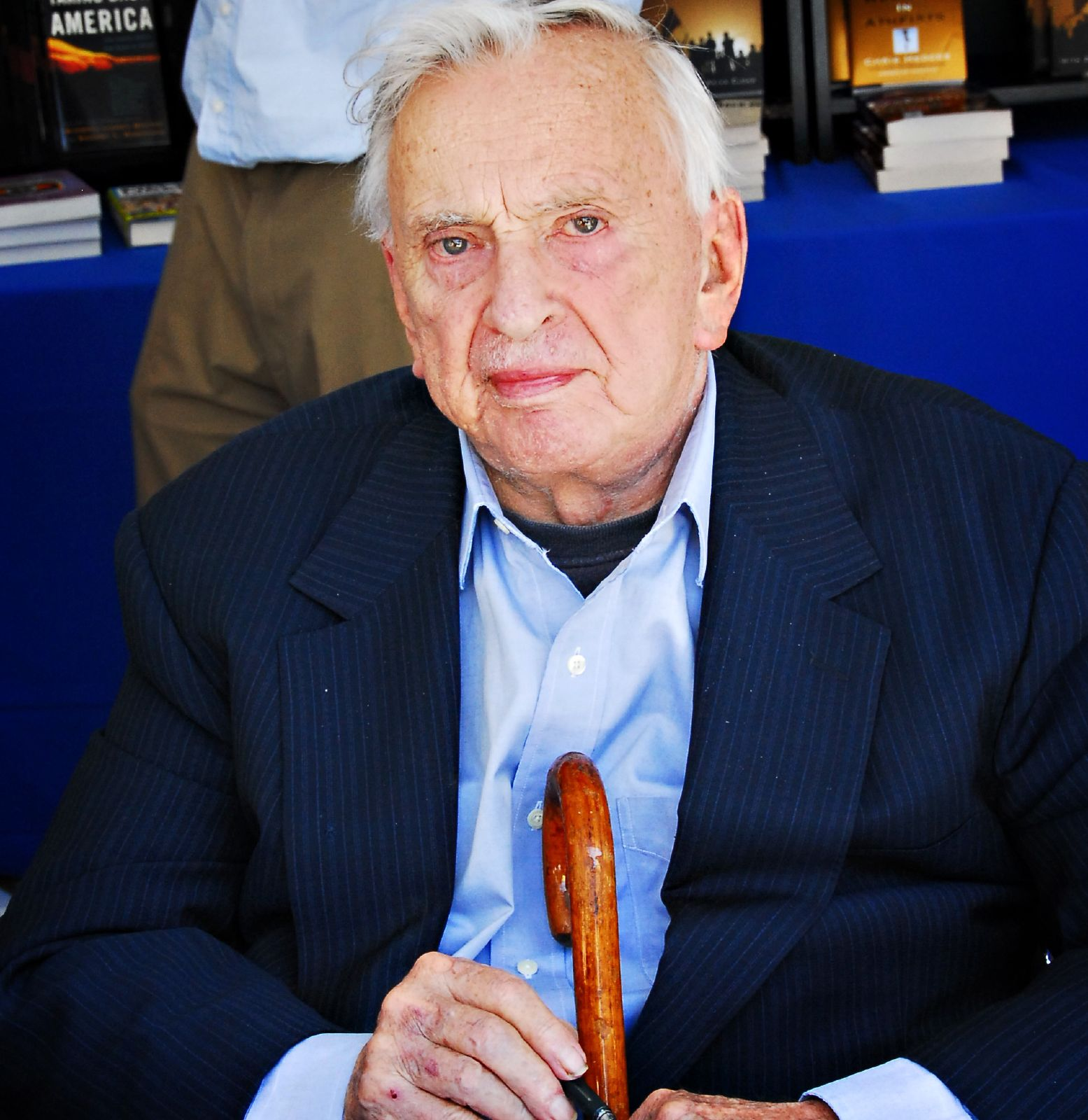
Gore Vidal
31 juli

| 1 | 2 | 3 | 4 | 5 | 6 | 7 | 8 | 9 | 10 | 11 | 12 | 13 | 14 | 15 | 16 | 17 | 18 | 19 | 20 | 21 | 22 | 23 | 24 | 25 | 26 | 27 | 28 | 29 | 30 | 31 |
| - | - | - | - | - | - | - | - | - | -- | -- | -- | -- | -- | -- | -- | -- | -- | -- | -- | -- | -- | -- | -- | -- | -- | -- | -- | -- | -- | -- |

### 1 juli
- Jamie Airns (46), Brits drummer[1]
- Evelyn Lear (86), Amerikaans operazangeres[2]
- Fritz Pauer (69), Oostenrijks jazzpianist en -componist[3]
- Alan Poindexter (50), Amerikaans astronaut[4]
- Margot Werner (74), Oostenrijks actrice, zangeres en balletdanseres[5]

### 2 juli
- Jan Beck (78), Nederlands voetbalscheidsrechter[6]
- Maurice Chevit (88), Frans acteur[7]
- Max Hamburger (92), Nederlands verzetsstrijder en psychiater[8]
- Ben van Os (67), Nederlands production designer en artdirector[9]
- Nico Takara (43), Argentijns-Japans metalgitarist[10]
- Leonie Tholen (99), Nederlands schoonspringster[11]

### 3 juli
- Andy Griffith (86), Amerikaans acteur[12]
- Sergio Pininfarina (85), Italiaans autodesigner[13]

### 4 juli
- Jimmy Bivins (92), Amerikaans bokser[14]
- Peter Looijesteijn (58), Nederlands motorcoureur[15]
- Staf Neel (68), Belgisch politicus[16]
- Eric Sykes (89), Brits acteur[17]

### 5 juli
- Rob Goris (30), Belgisch wielrenner[18]
- Ruud van Hemert (73), Nederlands filmregisseur[19]
- Gerrit Komrij (68), Nederlands schrijver en dichter[20][21]
- Ben Kynard (92), Amerikaans jazzmuzikant en -componist[22]
- Bob Rowland Smith (86), Australisch politicus[23][24]

### 6 juli
- Rien Lazaroms (59), Nederlands zanger[25]
- Rob Pronk (84), Nederlands jazzmuzikant, -componist en -arrangeur[26]

### 7 juli
- Mouss Diouf (47), Senegalees-Frans komiek[27]
- Leon Schlumpf (87), Zwitsers politicus[28]
- Jimmy Tansey (83), Brits voetballer[29]

### 8 juli
- Lionel Batiste (81), Amerikaans jazz- en bluesmuzikant en zanger[30]
- Ivano Bertini (71), Italiaans chemicus[31]
- Ernest Borgnine (95), Amerikaans acteur[32]

### 9 juli
- Lol Coxhill (79), Brits saxofonist[33]
- Edwin Duff (84), Brits-Australisch zanger[34]
- Ulle Hees (71), Duits beeldend kunstenares en beeldhouwster[35]
- Denise René (99), Frans kunsthandelaar[36]
- Eugênio de Araújo Sales (91), Braziliaans kardinaal en aartsbisschop[37]

### 10 juli
- Dolphy (83), Filipijns acteur en komiek[38]
- Lothar Lammers (86), Duits ondernemer en uitvinder[39]
- Fritz Langanke (92), Duits luitenant tijdens Tweede Wereldoorlog[40]
- Berthe Meijer (74), Nederlandse schrijfster[41]
- Maria Hawkins Cole (89), Amerikaans zangeres[42]
- Cécile Müller (81), Belgisch missverkiezingorganisatrice[43]

### 11 juli
- Edmund Bula (85), Pools generaal[44]
- Rutger Kopland (77), Nederlands schrijver en dichter[45]
- Joe McBride (74), Schots voetballer[46]
- Bobby Nicol (76), Schots voetballer[47]
- André Simon (92), Frans autocoureur[48]
- Marvin Traub (87), Amerikaans zakenman[49]
- Theresia Vreugdenhil (82), Nederlands modeontwerpster[50]

### 12 juli
- Pier Luigi Mazzoni (60), Italiaans aartsbisschop[51]
- Else Holmelund Minarik (91), Deens-Amerikaans schrijfster[52]
- Emmy van Overeem (81), Nederlands journaliste en schrijfster[53]
- Arnold Rood (60), Nederlands zwemmer[54]

### 13 juli
- Jerzy Kulej (71), Pools bokser[55]
- Sage Stallone (36), Amerikaans acteur[56]
- Richard D. Zanuck (77), Amerikaans filmproducent[57]
- Hanifa Safi, Afghaans politicus[58]

### 14 juli
- Norbert Berger (66), Duits schlagerzanger[59]
- Don Brinkley (91), Amerikaans tv-regisseur, -programmamaker en -producent[60]
- Ennio Cardoni (83), Italiaans voetballer[61]
- Marcel Curuchet (40), Uruguayaans pianist[62]
- Sixten Jernberg (83), Zweeds langlaufer[63]
- Ahmad Khan Samangani, Afghaans politicus[64]

### 15 juli
- Tsilla Chelton (93), Frans actrice[65]
- Iet van Feggelen (90), Nederlands zwemster[66]
- Celeste Holm (95), Amerikaans actrice[67]
- Louis le Roy (87), Nederlands tuinarchitect[68]

### 16 juli
- William Asher (90), Amerikaans televisieproducent en -regisseur[69]
- Bob Babbitt (74), Amerikaans basgitarist[70]
- Stephen Covey (79), Amerikaans auteur[71]
- Richard Evatt (38), Brits bokser[72]
- Marien de Jonge (100), Nederlands militair[73]
- Baukje van Kesteren (62), Nederlands dichteres[74]
- Klára Killermann (83), Hongaars zwemster[75]
- Jon Lord (71), Brits muzikant[76]
- Taras Kiktyov (25), Oekraïens voetballer[77]
- Walter Pichler (75), Oostenrijks architect en kunstenaar[78]
- Kitty Wells (92), Amerikaans countryzangeres[79]

### 17 juli
- Ottorino Pietro Alberti (84), Italiaans aartsbisschop[80]
- Vanya Kewley (74), Brits filmmaker en journalist[81]
- Morgan Paull (67), Amerikaans acteur[82]
- William Raspberry (76), Amerikaans columnist[83]

### 18 juli
- Jozef Shalom Eliashiv (102), Israëlisch theoloog[84]
- Jean François-Poncet (83), Frans politicus[85]
- Gerrit Gerritse (75), Nederlands politicus[86]
- Rajesh Khanna (69), Indiaas acteur, filmproducent en politicus[87]
- Günther Maleuda (81), Oost-Duits politicus[88]
- Arend ten Oever (68), Nederlands burgemeester[89]
- Dawoud Rajiha (65), Syrisch politicus[90]
- Assef Shawkat (62), Syrisch politicus[90]
- Hasan Turkmani (77), Syrisch militair en politicus[90]

### 19 juli
- Peter Cornelis Bol (71), Duits-Nederlands klassieke archeoloog[91]
- Tom Davis (59), Amerikaans komiek en sketchschrijver[92]
- Archer King (95), Amerikaans theater- en muziekproducer[93]
- Janine Lambotte (87), Belgisch journaliste en tv-presentatrice[94]
- Nelson Monte (68), Curaçaoaans politicus[95]
- Hans Nowak (74), Duits voetballer[96]
- William Staub (96), Amerikaans uitvinder[97]
- Omar Suleiman (76), Egyptisch politicus[98]

### 20 juli
- Hisham Ikhtiyar (71), Syrisch militair[90]
- Alastair Burnet (84), Brits nieuwslezer[99]
- Goldie Rogers (61), Canadees worstelaar[100]
- José Hermano Saraiva (92), Portugees politicus en historicus[101]
- Simon Ward (70), Brits acteur[102]

### 21 juli
- Alexander Cockburn (71), Amerikaans journalist en schrijver[103]
- Ali Podrimja (69), Albanees dichter[104]
- Susanne Lothar (51), Duits actrice[105]
- Angharad Rees (63), Brits actrice[106]

### 22 juli
- Ding Guangen (82), Chinees politicus[107]
- Nan Merriman (92), Amerikaans mezzosopraan[108]
- George Armitage Miller (92), Amerikaans psycholoog en auteur[109]
- Oswaldo Payá (60), Cubaans dissident[110]
- Fern Persons (101), Amerikaans actrice[111]
- Bogdan Stupka (70), Oekraïens acteur en politicus[112]
- Herbert Vogel (89), Amerikaans kunstverzamelaar[113]

### 23 juli
- Franco Andolfo (74), Oostenrijks-Italiaans zanger en componist[114]
- Archie Gibson (78), Brits voetballer[115]
- Antoine Kamania (73), Congolees-Belgisch voetballer[116]
- Margaret Mahy (76), Nieuw-Zeelands kinderboekenschrijfster[117]
- Frank Pierson (87), Amerikaans filmregisseur en scriptschrijver[118]
- Sally Ride (61), Amerikaans astronaute[119]
- John Treloar (84), Australisch atleet[120]
- José Luis Uribarri (75), Spaans televisiepresentator en -regisseur[121]

### 24 juli
- Marc deCoster (81), Belgisch-Amerikaans kapper[122]
- Terence Doherty (32), Amerikaans atleet[123]
- Alfons Dölle (65), Nederlands jurist en politicus[124]
- Chad Everett (76), Amerikaans acteur[125]
- Sherman Hemsley (74), Amerikaans acteur[126]
- Larry Hoppen (61), Amerikaans zanger en gitarist[127]
- Hein Koreman (90), Nederlandse beeldhouwer[128]
- John Atta Mills (68), president van Ghana[129]
- Sidney Reznick (92), Amerikaans comedyschrijver, auteur, scriptschrijver[108]

### 25 juli
- Vladimír Hriňák (48), Slowaaks voetbalscheidsrechter[130]
- Franz West (65), Oostenrijks beeldhouwer[131]

### 26 juli
- Lupe Ontiveros (69), Amerikaans actrice[132]
- Pat Porter (53), Amerikaans atleet[133]
- Mary Tamm (62), Brits actrice[134]

### 27 juli
- Norman Alden (87), Amerikaans acteur[135]
- R.G. Armstrong (95), Amerikaans acteur[136]
- Darryl Cotton (62), Australisch zanger, presentator en acteur[137]
- Geoffrey Hughes (68), Engels acteur[138]
- Tony Martin (98), Amerikaans acteur en zanger[139]
- Jack Taylor (82), Brits voetbalscheidsrechter[140]
- Carl-Ludwig Wagner (82), Duits politicus[141]

### 28 juli
- Colin Horsley (92), Brits pianist[142]
- Carol Kendall (94), Amerikaans kinderboekenschrijfster[143]
- Max Krukziener (61), Nederlands radioverslaggever en -presentator[144]

### 29 juli
- Adam Cullen (47), Australisch kunstenaar[145]
- John Finnegan (85), Amerikaans acteur[108]
- August Kowalczyk (90), Pools acteur en Holocaustoverlevende[146]
- Chris Marker (91), Frans schrijver, documentairemaker en filmregisseur[147]
- James Mellaart (86), Brits archeoloog, prehistoriedeskundige, auteur[148]
- Sibbele (46), Nederlands zanger[149]
- John Stampe (55), Deens voetballer en voetbalcoach[150]

### 30 juli
- Maeve Binchy (73), Iers schrijfster[151]
- Jonathan Hardy (71), Nieuw-Zeelands acteur, schrijver en regisseur[152]

### 31 juli
- Julia Cload (65), Brits pianiste[153]
- Abdi-Jaylani Malaq Somalisch comedian[154]
- Frits Jan Willem den Ouden (98), Nederlands militair[155]
- Lucio Quarantotto (55), Italiaans componist en zanger[156]
- Tony Sly (41), Amerikaans zanger en gitarist[157]
- Gore Vidal (86), Amerikaans schrijver[158]

1900 ·
1901 ·
1902 ·
1903 ·
1904 ·
1905 ·
1906 ·
1907 ·
1908 ·
1909 ·
1910 ·
1911 ·
1912 ·
1913 ·
1914 ·
1915 ·
1916 ·
1917 ·
1918 ·
1919 ·
1920 ·
1921 ·
1922 ·
1923 ·
1924 ·
1925 ·
1926 ·
1927 ·
1928 ·
1929 ·
1930 ·
1931 ·
1932 ·
1933 ·
1934 ·
1935 ·
1936 ·
1937 ·
1938 ·
1939 ·
1940 ·
1941 ·
1942 ·
1943 ·
1944 ·
1945 ·
1946 ·
1947 ·
1948 ·
1949 ·
1950 ·
1951 ·
1952 ·
1953 ·
1954 ·
1955 ·
1956 ·
1957 ·
1958 ·
1959 ·
1960 ·
1961 ·
1962 ·
1963 ·
1964 ·
1965 ·
1966 ·
1967 ·
1968 ·
1969 ·
1970 ·
1971 ·
1972 ·
1973 ·
1974 ·
1975 ·
1976 ·
1977 ·
1978 ·
1979 ·
1980 ·
1981 ·
1982 ·
1983 ·
1984 ·
1985 ·
1986 ·
1987 ·
1988 ·
1989 ·
1990 ·
1991 ·
1992 ·
1993 ·
1994 ·
1995 ·
1996 ·
1997 ·
1998 ·
1999 ·
2000 ·
2001 ·
2002 ·
2003 ·
2004 ·
2005 ·
2006 ·
2007 ·
2008 ·
2009 ·
2010 ·
2011 ·
2012 ·
2013 ·
2014 ·
2015 ·
2016 ·
2017 ·
2018 ·
2019 ·
2020 ·
2021 ·
2022 ·
2023 ·
2024 ·
2025